# Rugby Club Aachen
Maillots
Actualités
Dernière mise à jour : 29 août 2012.
Le RC Aachen ou Rugby Club Aachen e.V. est un club allemand de rugby à XV basé à Aix-la-Chapelle. Il participe à la 1. Bundesliga pour la saison 2012-2013.

## Effectif de la saison 2012-2013
| Nom | Poste            | Date de naissance | Nationalité sportive | Sélections (PM) | Club précédent | Année d'arrivée au club |
| --- | ---------------- | ----------------- | -------------------- | --------------- | -------------- | ----------------------- |
|     | Pilier           |                   | Allemagne            | -               | -              | -                       |
|     | Pilier           |                   | Allemagne            | -               | -              | -                       |
|     | Pilier           |                   | Allemagne            | -               | -              | -                       |
|     | Talonneur        |                   | Allemagne            | -               | -              | -                       |
|     | Talonneur        |                   | Allemagne            | -               | -              | -                       |
|     | Deuxième ligne   |                   | Allemagne            | -               | -              | -                       |
|     | Deuxième ligne   |                   | Allemagne            | -               | -              | -                       |
|     | Deuxième ligne   |                   | Allemagne            | -               | -              | -                       |
|     | Deuxième ligne   |                   | Allemagne            | -               | -              | -                       |
|     | Deuxième ligne   |                   | Allemagne            | -               | -              | -                       |
|     | Troisième ligne  |                   | Allemagne            | -               | -              | -                       |
|     | Troisième ligne  |                   | Allemagne            | -               | -              | -                       |
|     | Troisième ligne  |                   | Allemagne            | -               | -              | -                       |
|     | Troisième ligne  |                   | Allemagne            | -               | -              | -                       |
|     | Troisième ligne  |                   | Allemagne            | -               | -              | -                       |
|     | Demi de mêlée    |                   | Allemagne            | -               | -              | -                       |
|     | Demi d'ouverture |                   | Allemagne            | -               | -              | -                       |
|     | Centre           |                   | Allemagne            | -               | -              | -                       |
|     | Centre           |                   | Allemagne            | -               | -              | -                       |
|     | Centre           |                   | Allemagne            | -               | -              | -                       |
|     | Centre           |                   | Allemagne            | -               | -              | -                       |
|     | Ailier           |                   | Allemagne            | -               | -              | -                       |
|     | Ailier           |                   | Allemagne            | -               | -              | -                       |
|     | Ailier           |                   | Allemagne            | -               | -              | -                       |
|     | Ailier           |                   | Allemagne            | -               | -              | -                       |
|     | Ailier           |                   | Allemagne            | -               | -              | -                       |
|     | Arrière          |                   | Allemagne            | -               | -              | -                       |
|     | Arrière          |                   | Allemagne            | -               | -              | -                       |